# Anania solaris
Anania solaris is een vlinder van de familie van de grasmotten (Crambidae). De wetenschappelijke naam van deze soort is voor het eerst voorgesteld als Pyrausta solaris door Aristide Caradja in een publicatie uit 1938.
De soort komt voor in China (Yunnan).